# 图伊汤加
图伊汤加是图伊汤加帝国的一个王系。约950年，传说中的阿霍埃图成为第一任“图伊汤加”。1470年，考乌鲁弗努瓦（第24任图伊汤加）将政治权力让与图伊哈塔卡拉瓦王系，只保留宗教权力。1865年，第39任图伊汤加劳菲利汤加去世，他将这一古老的头衔及其神圣权力“玛那”传给他的侄子法塔费希·图伊佩雷哈凯，后者是“图伊法雷乌阿”（意为“第二家族的领主”），传统上被认为是图伊汤加无自然继承人时的继任者。图伊佩雷哈凯将这一头衔及其特权转让给他的岳父乔治·图普一世国王，后者将图伊汤加头衔、图伊卡诺库珀鲁、图伊瓦瓦乌和图伊哈阿派等头衔合并，建立现代汤加王室制度。尽管“图伊汤加”头衔不再授予，但这一古老的世系依然延续，由贵族头衔“卡拉尼乌瓦卢”代表（该头衔由乔治·图普一世授予他的外甥法塔费希·卡拉尼乌瓦卢王子，后者是末代图伊汤加劳菲利汤加唯一的儿子，生母为乔治·图普一世的妹妹、劳菲利汤加的正妻露塞阿尼·哈拉埃瓦卢·莫赫奥福公主）。
英国探险家詹姆斯·库克船长曾访问他称为“友谊群岛”的汤加，并记录了对图伊汤加的地位与权威的观察。
历史上共有39位（一说48位）“图伊汤加”头衔持有者。